# La Graciosa
La Graciosa è una piccola isola dell'arcipelago delle Canarie. Assieme alle piccolissime isole di Montaña Clara, Roque del Este, Roque del Oeste e Alegranza, forma l'arcipelago Chinijo, che si trova a nord di Lanzarote, dalla quale è separata da una striscia di mare chiamata El Río. La Graciosa nel 2018 è divenuta l'ottava isola delle Canarie, pur restando dipendente dal punto di vista amministrativo da Lanzarote.
L'isola con i suoi 29 km² è la più piccola isola abitata dell'intero arcipelago canario con i suoi attuali 658 abitanti. Gli unici paesi che si possono incontrare sono La Caleta del Sebo, centro urbano provvisto dei principali servizi turistici, e Casas de Pedro Barba, che si configura come zona residenziale turistica privata. Le attività principali dell'isola sono la pesca e il turismo. L'unica via di accesso all'isola è il mare, per mezzo di un servizio prevalentemente turistico di piccole imbarcazioni che fanno da spola tra il porto di Orzola, sito a Nord-Ovest dell'isola di Lanzarote, ed il piccolo porto di La Caleta del Sebo attrezzato prevalentemente per l'attività ittica.
La Graciosa è la prima isola sulla quale sbarcò pacificamente l'esploratore normanno Jean de Béthencourt, sotto il vessillo di Enrico III di Castiglia nel giugno del 1402.
Nonostante l'esigua popolazione, l'isola è munita dei principali servizi nel comune principale di La Caleta del Sebo, tra cui pensioni, diversi ristoranti, supermercati e negozi di souvenir, a testimonianza del cospicuo afflusso turistico che si è registrato negli ultimi anni e che ha determinato lo sviluppo di diverse infrastrutture legate all'attività turistica. La rete stradale urbana non è asfaltata.
L'isola è di origine vulcanica, come del resto l'intero arcipelago canario. È caratterizzata da spiagge battute dall'Atlantico, come la Playa de las Conchas. L'interno dell'isola è prevalentemente desertico. I picchi più alti sono costituiti dai coni vulcanici la cui altezza massima è di 266 m nel picco de Las Agujas. Piccoli arbusti sulla sabbia dura sono la più frequente vegetazione osservabile nelle zone interne. Oltre a pochissimi animali da allevamento, sull'isola sono presenti conigli selvatici. Il clima si distingue soprattutto per la scarsità di piogge.

## Galleria d'immagini

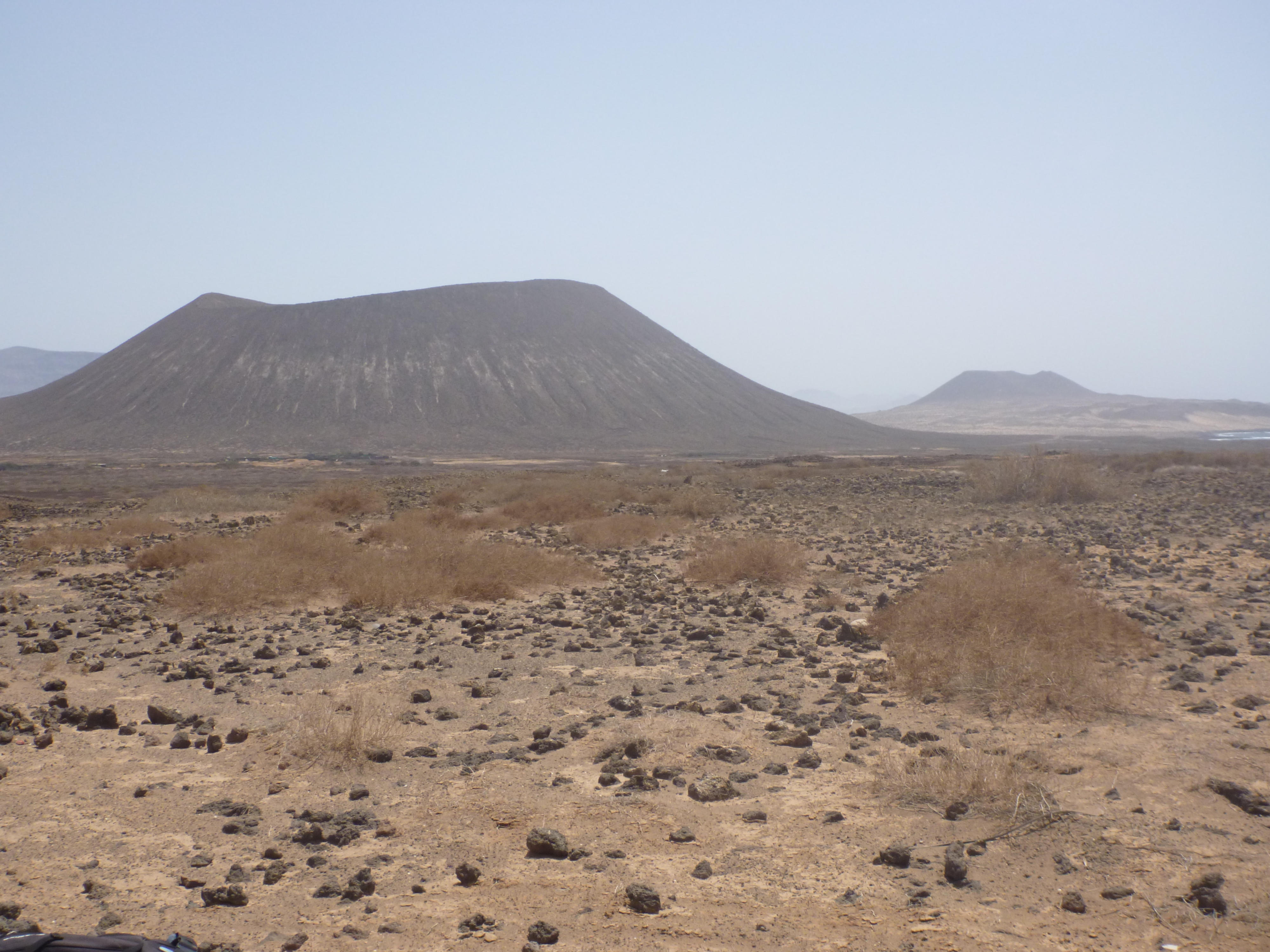
Uno scorcio dell'arido entroterra de La Graciosa.
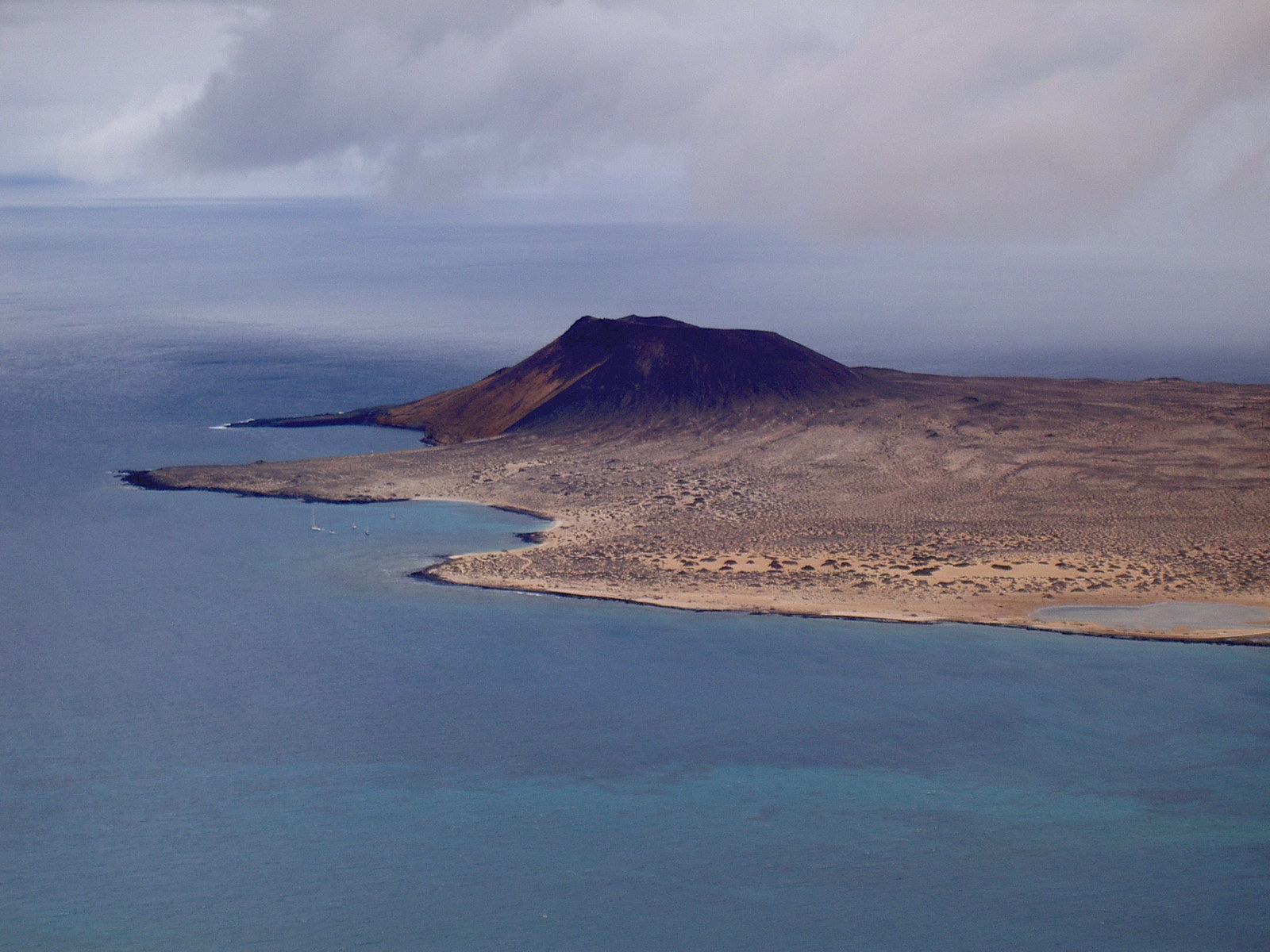
La Graciosa vista da Lanzarote.
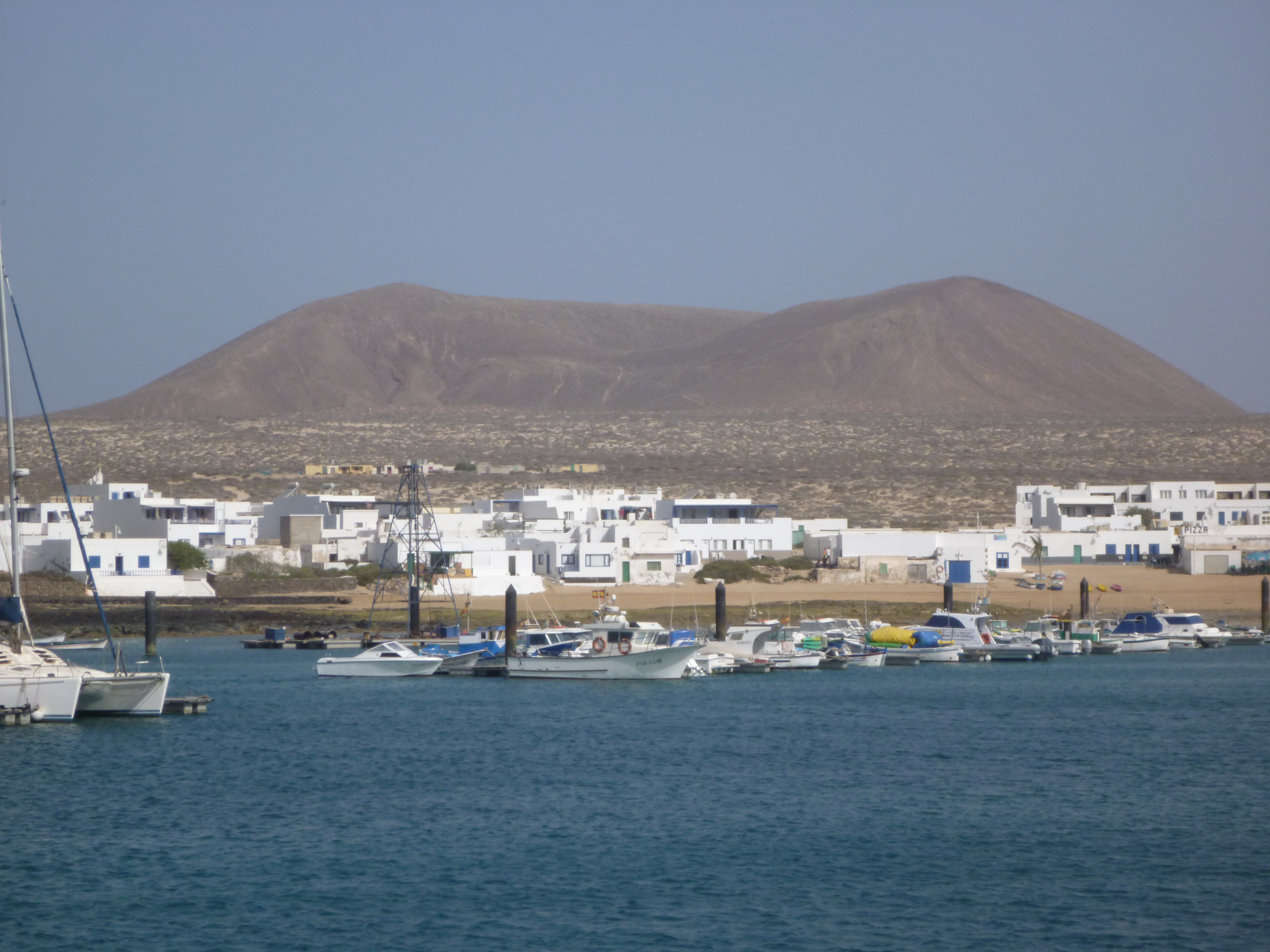
Caleta del Sebo, il centro abitato principale dell'isola.